# Guitarras
Guitarras è il terzo album del duo Strunz & Farah, pubblicato nel 1985

## Tracce
1. Curandero – 4:20
2. Chumash – 3:41
3. Sueños (Part 1) – 4:41
4. Sueños (Part 2) – 4:41
5. Zambalera – 4:37
6. Tròpico – 5:16
7. Talisman – 4:12
8. The feathered serpent – 4:29
9. Mirage – 5:42

## Musicisti
- Jorge Strunz: Chitarra con corde in nylon (canale destro)
- Ardeshir Farah: Chitarra con corde in acciaio (canale sinistro)
- Luis Conte: Percussioni (#1, 3-8)
- Miguel Cruz: Percussioni (#2, 7)
- Omaya Al'Ghanim: Seconda chitarra solista (#2)
- Enrique "Quique" Cruz: Zampogna, kena (#5)